# Lopta u igri i izvan igre
Lopta u igri i izvan igre je deveti zakon nogometnih pravila i opisuje dva osnovna stanja u nogometnoj utakmici.

## Lopta u igri
Lopta ostaje u igri od početka do kraja poluvremena osim kad:
- Lopta napušta teren tako da prijeđe gol-liniju ili aut-liniju cijelim svojim obujmom (to vrijedi i prilikom zabijanja gola);
- Sudac zaustavi igru (kada je npr. dosuđen prekršaj, igrač je ozbiljno ozlijeđen ili ako lopta postane neadekvatna za igru).

Kada lopta dotakne stativu, prečku, korner-zastavicu, suca ili pomoćnog suca, ona ostaje u igri, naravno pod pretpostavkom da su svi navedeni objekti bili unutar granica igrališta.
Kada je lopta u igri, igrači se mogu natjecati za nju, napucavati je, te mogu postizati golove. 
Igrači su podložni kaznama kada naprave prekršaj, te ih sudac može kazniti verbalno ili kartonima.
Zamjene se ne smiju obavljati dok je lopta u igri.

## Lopta izvan igre
Kada lopta napusti granice igrališta ili kada sudac zaustavi igru, kaže se da je lopta izvan igre, i to sve dok se igra ne nastavi prikladnim načinom.
Kada je lopta izvan igre, kaže se da je mrtva, što znači da igrači ne smiju ometati svoje protivnike, a golovi se ne mogu postići.
Po definiciji, prekršaji ne mogu nastati niti biti dosuđeni kada je lopta izvan igre, no sudac može kazniti igrače ili tehničko osoblje. 
Zamjene se mogu obaviti samo kada je lopta izvan igre, te isključivo s dopuštenjem glavnoga suca.

## Nastavak igre
Kada lopta izađe iz igre, ona se mora vratiti i samim tim nastaviti utakmicu na jedan od sljedećih načina:
- Početni udarac: na početku utakmice, poluvremena ili produžetka, ili nakon gola protivničke momčadi.
- Aut: kada lopta cijelim obujmom prijeđe aut-liniju, lopta je dodijeljena momčadi suprotnoj od one koja je zadnja dirala loptu.
- Gol-aut: kada lopta cijelim obujmom prijeđe gol-liniju, a da gol nije zabijen, te pod uvjetom da je momčad koja je napadala zadnja dirala loptu, gol-aut je dodijeljen momčadi koja se do kraja te akcije branila.
- Korner: kada lopta cijelim obujmom prijeđe gol-liniju, a da gol nije zabijen, pod uvjetom da je loptu zadnja dirala momčad koja se branila, lopta je dodijeljena momčadi koja napada.
- Indirekt: lopta se dodjeljuje momčadi suprotnoj od one koja je napravila prekršaj koji nije ometao protivnika (zaleđe, predugo držanje lopte u rukama vratara...).
- Slobodan udarac: dodijeljen je momčadi čiji je igrač pretrpio prekršaj protivnika.
- Jedanaesterac: dodijeljen je momčadi čiji je igrač pretrpio prekršaj u šesnaestercu protivnika.
- Sudačko podbacivanje: događa se kada sudac zaustavi igru zbog npr.: ozbiljne ozljede igrača, ulaska stranoga tijela u teren (poput vjeverice u teren na utakmici Arsenal – Villarreal), probijanja lopte i sl.) Ovakav nastavak utakmice se rjeđe viđa na utakmicama za odrasle.

Kada je lopta jednom izvan igre, mora se vratiti u igru na ispravni način koji se određuje načinom na koji je lopta postala mrtva, tj. izašla iz igre. Npr., ako je lopta mrtva zbog prekršaja Momčadi A nad Momčadi B, sudac će dodijeliti loptu Momčadi B. Jedan od igrača te momčadi će loptu izvesti, pucajući na gol, dodajući je suigraču ili čak napucavajući lopte prema protivniku, no u tom slučaju, ako sudac ocijeni da je bilo namjerno, igrač Momčadi B koji je izveo je podložan kazni zbog nespoitskog ponašanja.
Sudac ima ovlast kojom može promijeniti prvobitno dosuđeni način vraćanja lopte u igru ako shvati svoju pogrešku ili ako mu je signaliziraju pomoćni suci. Npr., ako Momčad A zabije gol Momčadi B i sudac dosudi gol, lopta će se izvesti, naravno s centra. No, ako sudac vidi da je Momčad A zabila gol iz zaleđa ili uz prekršaj, ili ako mu to signalizira pomoćni sudac, loptu će dodijeliti Momčadi B na mjestu na kojem je incident napravljen.